# Ƈ
Cette page contient des caractères spéciaux ou non latins. S’ils s’affichent mal (▯, ?, etc.), consultez la page d’aide Unicode.
Ƈ (minuscule: ƈ), appelé C crocheté ou C crosse, est une lettre de l'alphabet latin dérivée du C avec en plus un crochet. Elle est utilisée dans l’orthographe de certaines langues africaines comme le sérère.

## Utilisation
Le c crocheté et d’autres lettres crochetées ‹ ɓ ƈ ɗ ɠ ƥ ƭ ƴ › sont utilisées dans l’orthographe du sérère définit par le décret no 71-566 du 21 mai 1971.
Le t insulaire ‹ ꞇ › est proposé comme lettre pour l’écriture de langue africaine dans la révision de l’Alphabet africain de référence proposée par Michael Mann et David Dalby en 1982 dans la série de consonne occlusive injective avec un crochet ƥ, ꞇ, ƭ, ƙ.
L’Association phonétique internationale adopte plusieurs symboles pour les consonnes occlusives injectives sourdes, dont le c crocheté comme symbole pour une consonne occlusive injective palatale [ƈ], dans l’alphabet phonétique international (API) en 1989 lors de la conférence de Kiel. Cependant, ces symboles sont abandonnés dans la révision de l’API de 1993, étant relativement rares, les consonnes qu’ils représentent peuvent être notées à l’aide des symboles de consonnes occlusives injectives voisées avec le rond souscrit ou rond suscrit, le signe diacritique de dévoisement.
La majuscule est parfois utilisée comme symbole générique pour une consonne implosive.

## Représentations informatiques
Cette lettre possède les représentations Unicode suivantes :
| formes    | représentations | chaînes de caractères | points de code | descriptions                     |
| --------- | --------------- | --------------------- | -------------- | -------------------------------- |
| capitale  | Ƈ               | Ƈ                     | U+0187         | lettre majuscule latine c crosse |
| minuscule | ƈ               | ƈ                     | U+0188         | lettre minuscule latine c crosse |